# ویلی پیز
ویلی پیز (به انگلیسی: Willie Pease) بازیکن فوتبال زادهٔ ۳۰ سپتامبر ۱۸۹۹ اهل انگلستان بود که سابقهٔ بازی در تیم ملی فوتبال انگلستان را در کارنامهٔ خود دارد. وی در تاریخ ۱۲ فوریه ۱۹۲۷ تنها بازی ملی خود را در مقابل تیم ملی فوتبال ولز انجام داد.